# Leganés Central (stanice metra v Madridu)
Leganés Central (plným názvem španělsky Estación de Leganés Central) je stanice metra v Madridu, která se nachází v jižní aglomeraci města. Stanice má výstup do ulic Paseo de la Estación a Virgen del Camino ve městě Leganés.
Jedná se o stanici linky metra 12. Ve stanici je možný přestup na nádraží příměstské železnice Cercanías a další vlaky RENFE a ve stanici se nachází i autobusový terminál, tzv. intercambiador.
Stanice vznikla v rámci výstavby linky 12 a byla otevřena 11. dubna 2003 zároveň s celou linkou. Stanice se nachází v tarifní zóně B1.

## Fotogalerie

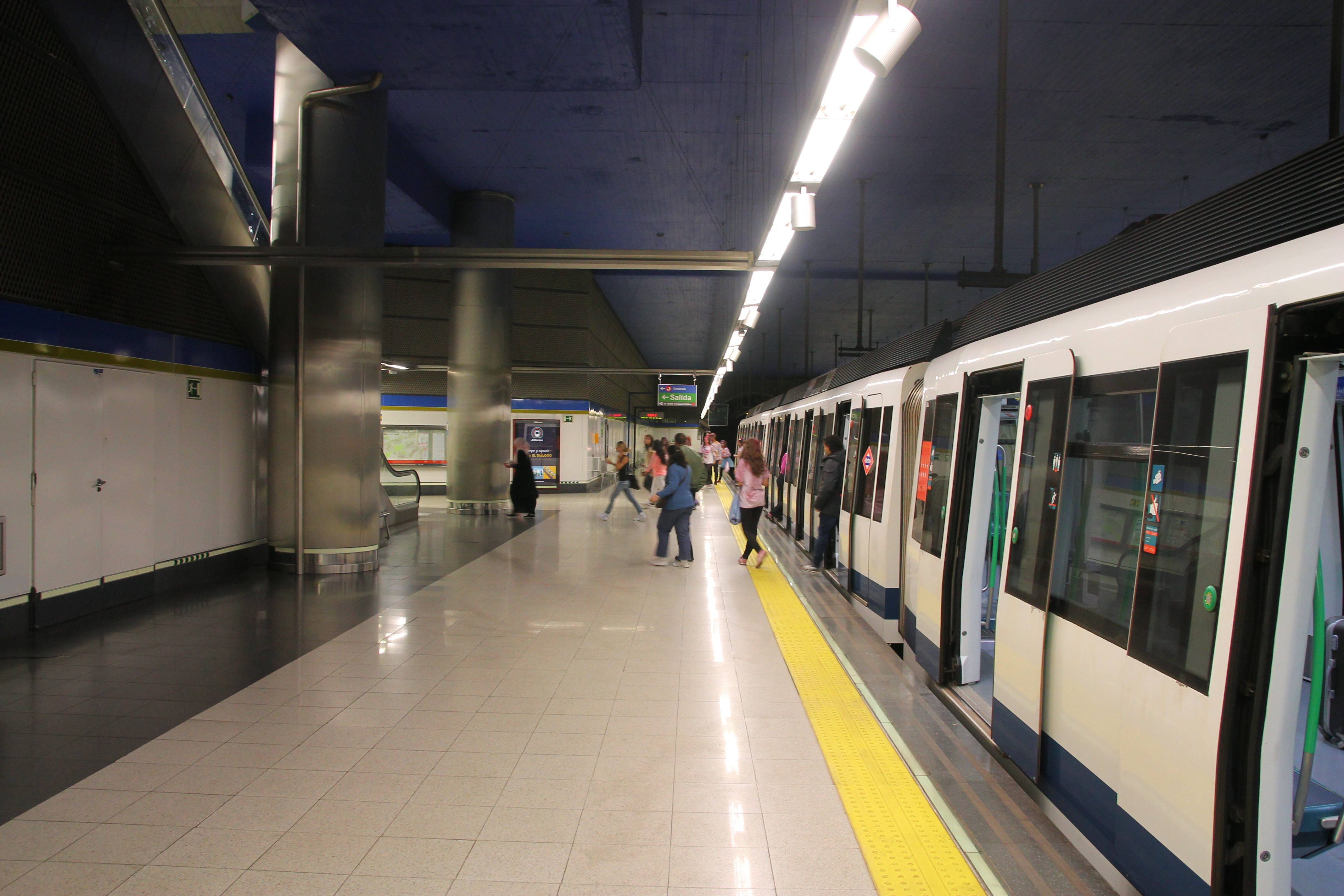
Nástupiště stanice
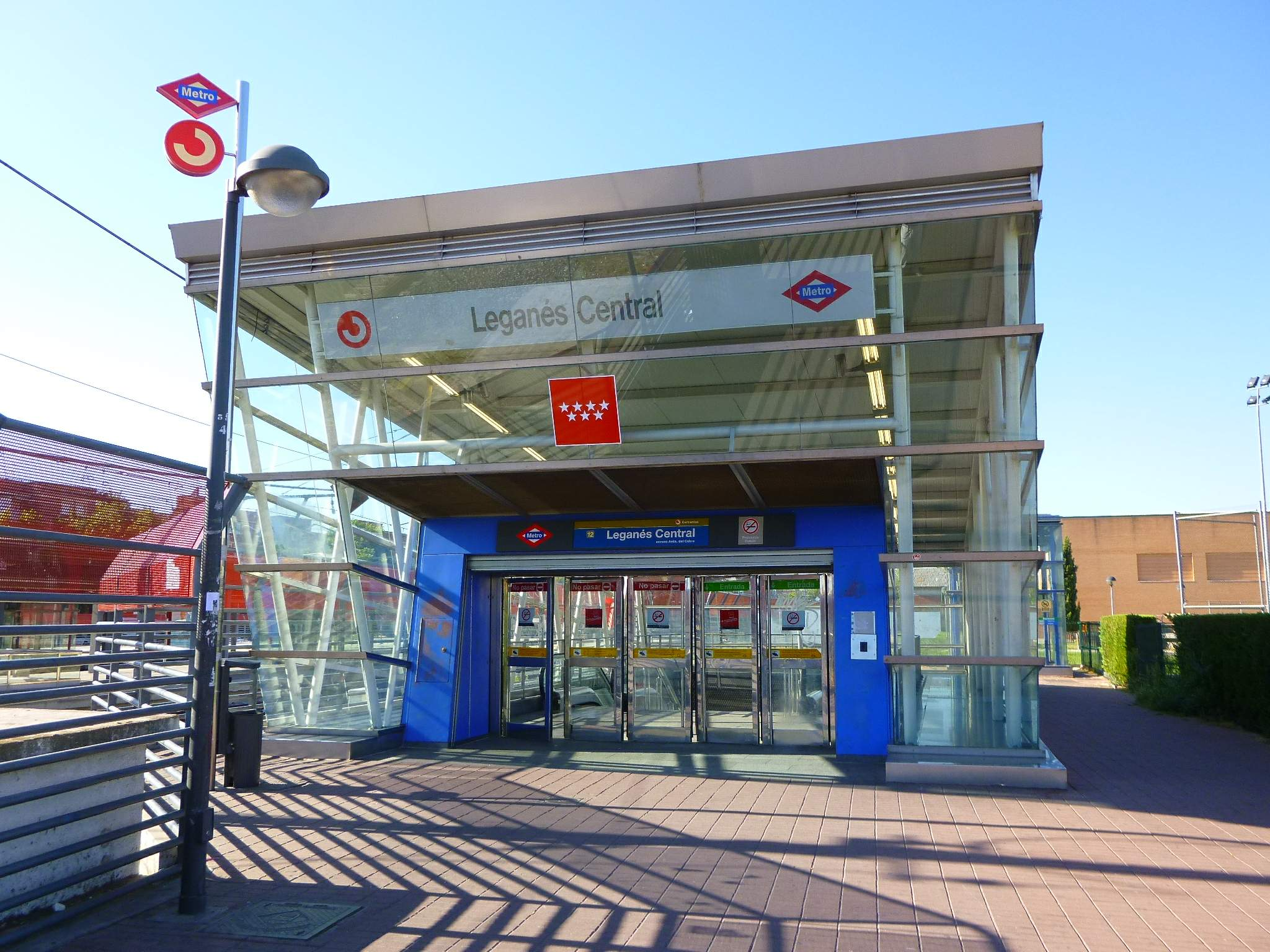
Vstup do stanice
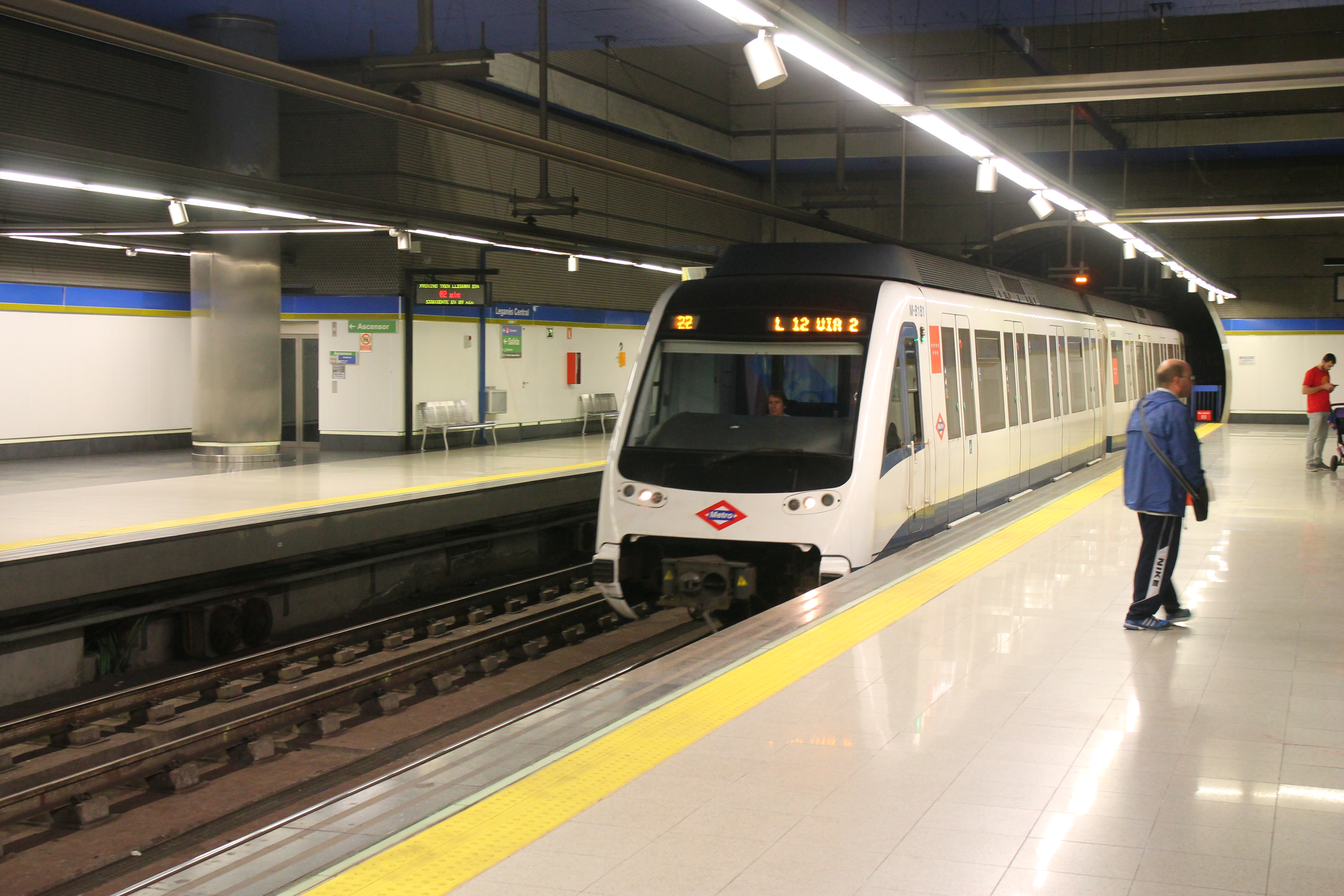
Vlak řady 8000 ve stanici